# Problème fondamental
Le problème fondamental est le problème essentiel que pose une activité (d’entraînement ou de compétition) au pratiquant. Lorsque le problème fondamental n’est pas repéré par l’élève, ou si les situations d’apprentissage proposées ne correspondent pas à ce problème, l’activité d’apprentissage peut ne pas avoir de sens.

## Exemples
Exemple 1, confronter l’élève à l’activité boxe, c’est le placer face à la contradiction suivante : « assurer conjointement la défense de ses propres cibles corporelles et l’attaque des cibles adverses ».
Exemple 2, confronter l’élève à l’activité lutte sportive, c’est lui suggérer d’« imposer un état corporel à un adversaire (le déséquilibrer, l’immobiliser, etc.) avant que ce dernier n’y parvienne » ; « et pas seulement apprendre des prises ou faire des enchaînements de techniques, des défenses et des ripostes ». 

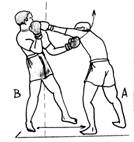
En boxe : atteindre les cibles adverses sans être atteint soi-même.
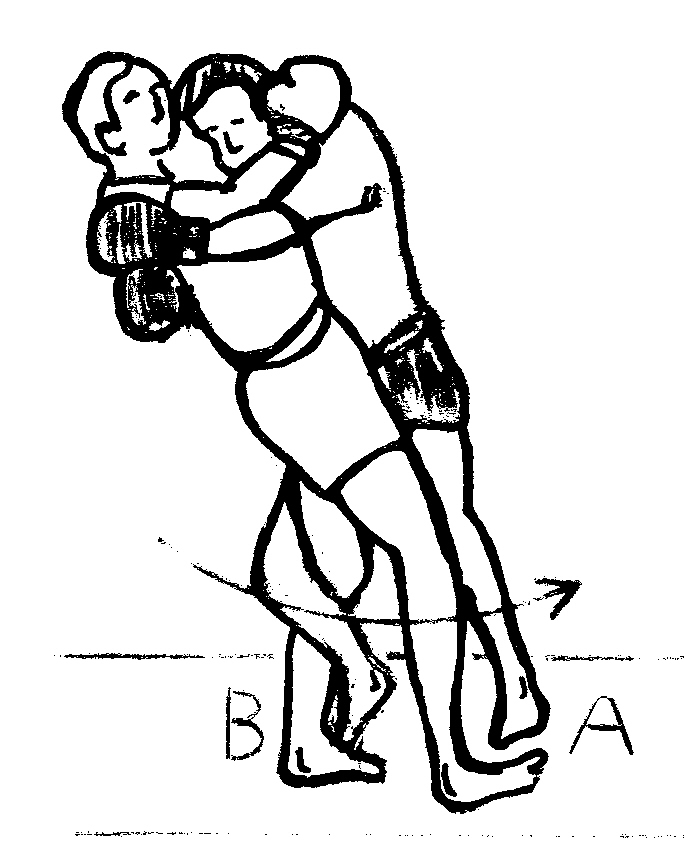
En lutte : déséquilibrer l’adversaire sans être déséquilibré soi-même.

## Sources
- Badreau, J., Barbot, A., Sport de combat de préhension en EP in Education physique et didactique des APS, AEEEPS, 1990
- Jean Paul Dugal, Dicodidac, CRDP Limoges, 1992
- GAIP, Lexique conventionnel et professionnel, Revue académique des enseignants d’EPS, Nantes, 1990-91